# Lista castelelor și conacelor din județul Arad
Aceasta este o listă a castelelor și conacelor din județul Arad.

## Castele
- Castelul Bohuș din Șiria, azi Muzeul Memorial „Ioan Slavici”[1]
- Castelul Csernovics din Macea
- Castelele Czaran din Șepreuș, azi primărie și grădiniță[2]
- Castelul Dietrich-Sukowsky din Pâncota, este in proprietatea unei persoane fizice
- Castelul Kintzig din Zimandu Nou, azi spațiu de evenimente[3]
- Castelul Konopi din Odvoș
- Castelul Kövér-Appel din Fântânele
- Castelul Mișici din Lipova, azi Muzeul Orășenesc Lipova[4]
- Castelul Mocioni din Bulci, administrat de Spitalul Clinic Județean de Urgență Arad[5]
- Castelul Nopcsa din Arad, azi Liceul Tehnologic „Iuliu Moldovan”[6]
- Castelul Ortutay din Miniș[7]
- Castelul Mocioni-Teleki din Căpâlnaș, azi spital de psihiatrie[8]
- Castelul Purgly din Șofronea, administrat de Fundația Humanitas „Gura Popii”[9]
- Castelul Regal din Săvârșin, deținut de Familia Regală a României
- Castelul Salbek din Petriș, cumpărat în 2016 de OMC Investments Ltd.[10]
- Castelul Solymossy din Mocrea, azi spital de psihiatrie[11]

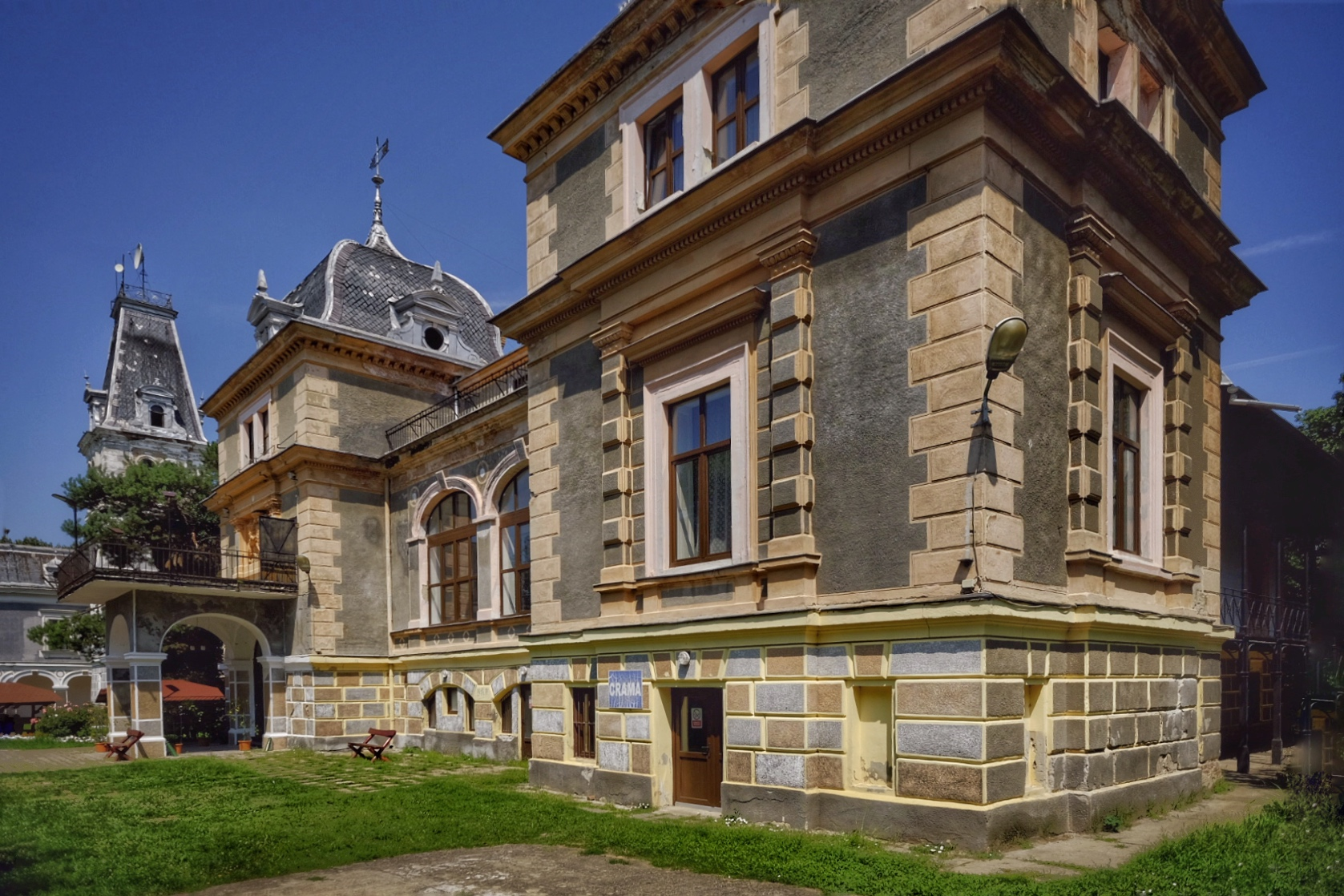
Castelul Csernovics din Macea
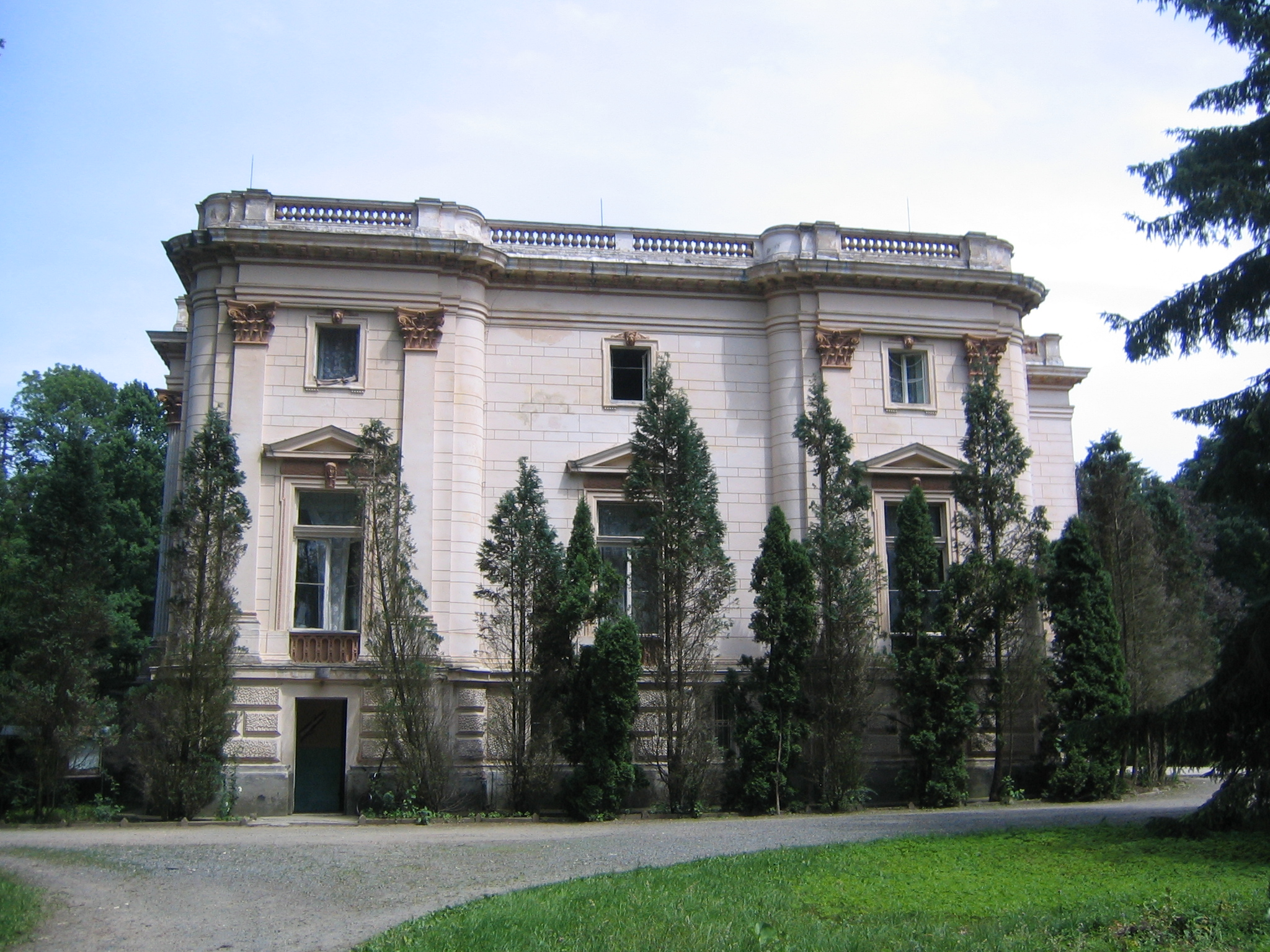
Castelul Mocioni-Teleki din Căpâlnaș
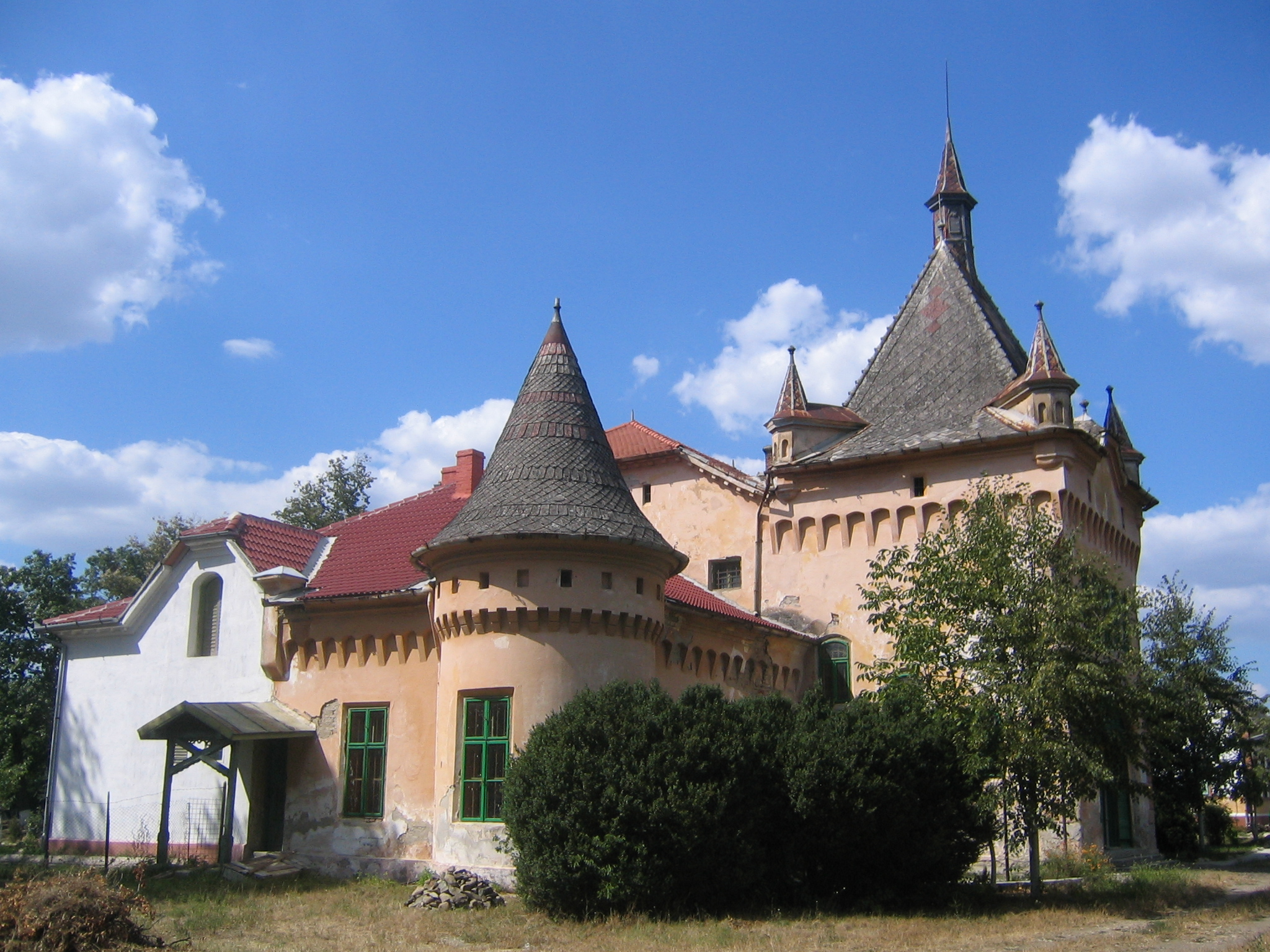
Castelul Purgly din Șofronea
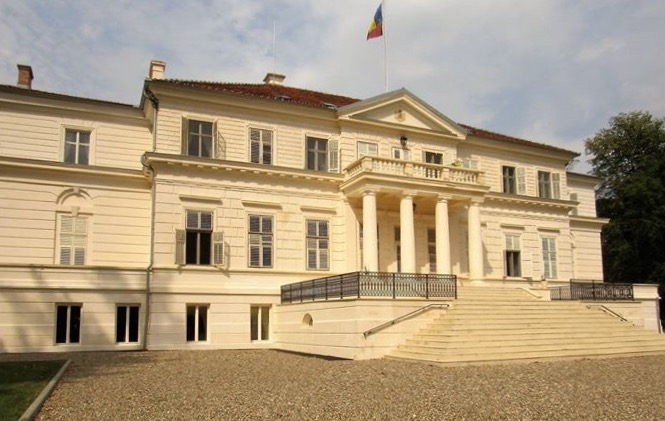
Castelul Regal din Săvârșin
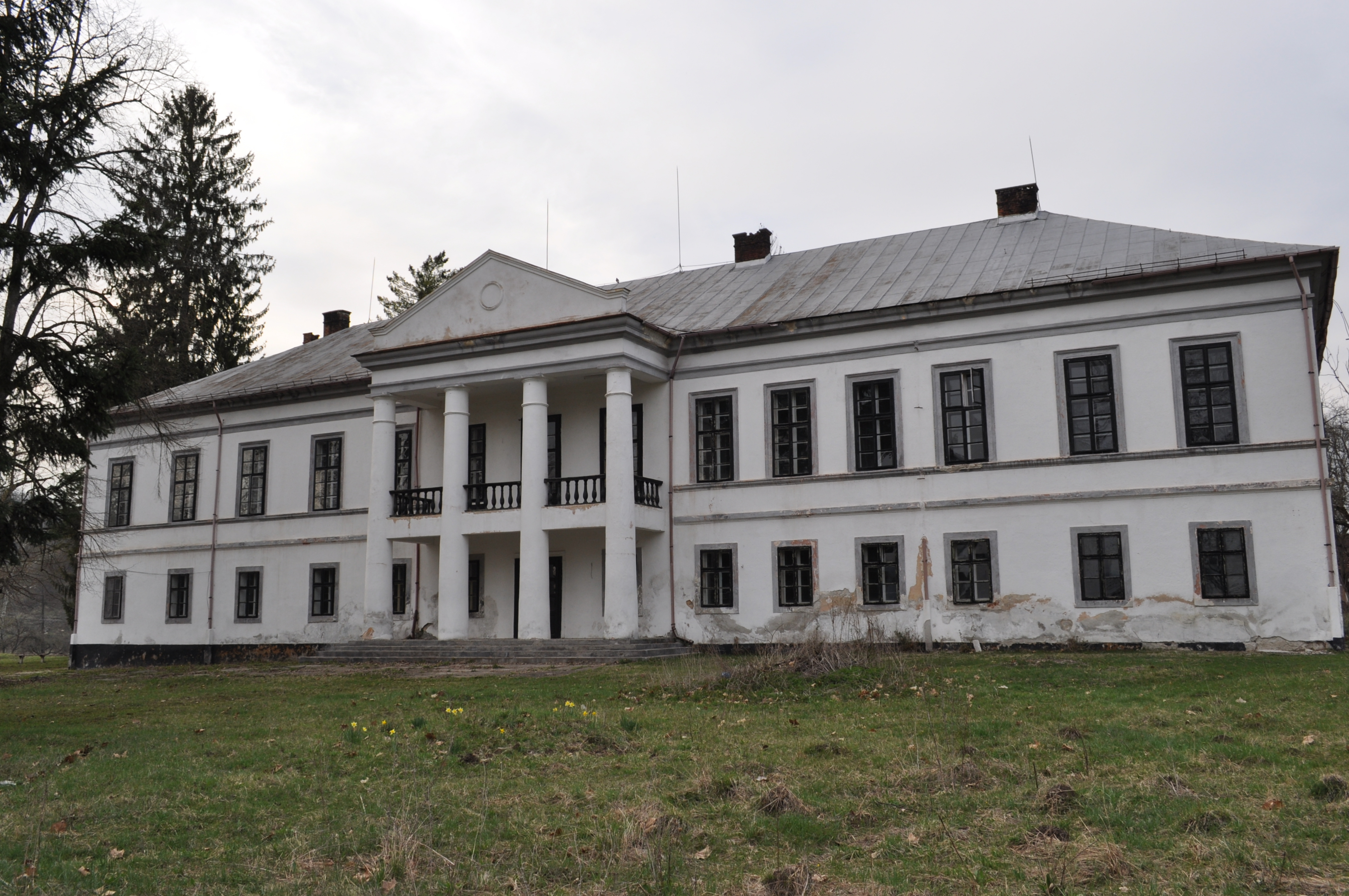
Castelul Salbek din Petriș

## Conace
- Conacul Nákó-Korek din Cuied
- Conacul Ștefan Cicio Pop din Conop, azi școală gimnazială[12]
- Conacul Urbán din Șimand